# Chorebus rufipes
Chorebus rufipes är en stekelart som först beskrevs av Christian Gottfried Daniel Nees von Esenbeck 1812.  Chorebus rufipes ingår i släktet Chorebus och familjen bracksteklar. Arten är reproducerande i Sverige. Inga underarter finns listade i Catalogue of Life.